# Línea 135 (Montevideo)
La línea 135 es una línea urbana de Montevideo que une la Terminal Ciudadela con Punta Espinillo, ubicado al oeste de la capital.

## Características
Esta línea solo funciona de lunes a viernes en horario nocturno y cuenta únicamente con dos frecuencias; una en la noche y otra en la mañana. No funciona los sábados ni domingos y feriados, por lo cual durante la jornada diurna y la totalidad de los fines de semana, esta línea es sustituida por la línea local L35.

## Recorridos
| Ida: - Terminal Ciudadela - Juncal - Piedras - Florida - Mercedes - Río Branco - Paysandú - Ejido - Miguelete - Hermano Damasceno - Yaguarón - Avenida de las Leyes - Avenida Agraciada - San Quintin - Santa Lucía - Eduardo Paz Aguirre - Avenida Luis Batlle Berres - Camino Tomkinson - Camino O'Higgins - Camino Sanguinetti - A Punta Espinillo - Camino Del Tropero - Punta Espinillo | Vuelta: - Punta Espinillo - Cno. del Tropero - A Punta Espinillo - Camino Sanguinetti - O'Higgins - Camino Tomkinson - Av. Luis Batlle Berres - Eduardo Paz Aguirre - Santa Lucía - Córdoba - Jose Llupes - Avenida Agraciada - Av. de las Leyes - Yaguarón - Avenida Uruguay - 25 de Mayo - Juncal - Terminal Ciudadela |

## Horarios
| Lunes a viernes                 | Salida | Paso Molino | Paso De La Arena | Llegada |
| ------------------------------- | ------ | ----------- | ---------------- | ------- |
| Salida desde Terminal Ciudadela | 06:13  | 06:38       | 07:06            | 07:43   |

| Lunes a viernes              | Salida | Paso De La Arena | Paso Molino | Llegada |
| ---------------------------- | ------ | ---------------- | ----------- | ------- |
| Salida desde Punta Espinillo | 21:43  | 21:20            | 22:45       | 23:00   |

Vigencia de Horarios: Verano 2025.

## Destinos intermedios
- Rincón del Cerro (Cno. O'Higgins y Cno. Sanguinetti)[a]